# Джиротти, Федерико
Федерико Джиротти (исп. Federico Girotti; род. 2 июня 1999, Acassuso, Буэнос-Айрес) — аргентинский футболист, нападающий клуба «Тальерес» (Кордова).

## Карьера
Джиротти начал свою карьеру в молодёжной команде «Ривер Плейт». 27 января 2019 года дебютировал за основную команду в чемпионате Аргентины против «Патронато», выйдя на замену Лукаса Бельтрана на 64-й минуте. 5 марта 2020 года дебютировал в Кубке Либертадорес против «ЛДУ Кито».
В февраля 2022 года подписал контракт с клубом «Тальерес». Дебютировал за новый клуб 14 февраля против «Платенсе». В июле 2023 года на правах аренды перешёл в «Сан-Лоренсо», без права выкупа до конца 2024 года.